# Biserica „Sfinții Arhangheli Mihail și Gavriil” din Bujor
Biserica „Sf. Arhangheli Mihail și Gavriil” este o biserică amplasată în Bujor, raionul Hîncești, Republica Moldova. Este un monument arhitectural de importanță națională inclus în Registrul monumentelor Republicii Moldova ocrotite de stat cu nr. 557 (raionul Hîncești). Datează din 1780.